# Dialektisk teologi
Dialektisk teologi kalder man den teologiske retning, som udgår fra den schweiziske teolog Karl Barth (1886-1968), og som understreger afstanden mellem Gud og menneske. Andre fremtrædende teologer, som regnes med til retningen, er Rudolf Bultmann (1884-1976), Emil Brunner (1899-1966) og Friedrich Gogarten (1887-1967)

## Karl Barth
Karl Barth siger, at der mellem Gud og mennesket er en ”uendelig kvalitativ forskel”. Gud er ”den helt anderledes” (der ganz Andere), uanskuelig, hellig og evig. Mennesket er en synder, der står under Guds dom. Mennesket kan ikke erkende Gud eller tilvejebringe sin egen frelse eller forsoning med Gud.
Kun Gud kan tilvejebringe Gudserkendelse, frelse og forsoning. Det sker ved Guds åbenbaring for mennesket. Denne åbenbaring har sit midtpunkt i Jesus Kristus. I åbenbaringen er Gud den eneste der handler, og denne handling er kendetegnet ved nåde. Mennesket stod egentlig under Guds dom, hvis Gud ikke handlede.
Barth understregede afstanden mellem Gud og menneske. Gud er ”den helt anderledes", og han åbenbarer sig ”lodret fra oven” ("senkrecht von oben"). Der er ikke noget, mennesket kan gøre på det punkt. Åbenbaringen og frelsen er udelukkende Guds værk.
Barth tager kraftigt afstand fra den naturlige teologi, der går ud på, at mennesket kan opnå erkendelse af Gud ud fra naturlige kilder, først og fremmest den menneskelige fornuft. Der er ikke nogen ”naturlig” vej fra menneske til Gud, hvad enten det er gennem religion, politik, erkendelse eller moral. Der er ikke noget ”tilknytningspunkt” i det rent menneskelige, hvorved mennesket kan nærme sig Gud, siger Barth.
Som modsætning til den naturlige teologi opstiller Barth sin åbenbaringsteologi. Erkendelsen af Gud sker i kraft af Guds åbenbaring af sit ord ”lodret fra oven”. Teologien må tage udgangspunkt i det gode budskab om Guds ord. Gud har åbenbaret sig i Jesus Kristus. Frelsen sker gennem en ensidig, fri nådeshandling fra Guds side, idet han sendte sin søn, Jesus Kristus, og lod ham lide soningsdøden på korset. Det var ikke noget, som Gud var nødt til at gøre. Han gjorde det af sin godhed og nåde.
Betegnelsen ”dialektisk teologi” stammer ikke fra Barth, men fra andre. Betegnelsen refererer til Barths polemiske forhold til al "naturlig religion" og hans udgangspunkt i Jesus Kristus, som han anskuede som åbenbaringen af "Guds store Ja": Menneskets egen religiøsitet afsløres herved som selvoptagethed og vantro. Dialektikken var altså en metode til benægtelse og bekræftelse. Et "Nej" til menneskets religiøsitet slår en i gulvet, men et "Ja" til til åbenbarede Gud og hans retfærdighed sætter en på benene igen.

## Teologiske nyorienteringer efter Første Verdenskrig

### Den historiske Jesus og den forkyndte Kristus

#### Den liberale teologi og "den historiske Jesus"
Første Verdenskrig lagde en dæmper på den udviklingsoptimisme, der havde domineret den vestlige verden siden oplysningstiden, og som var kendetegnet ved en tro på menneskehedens fremskridt på moralens og videnskabens område
Inden for teologien havde den liberale teologi været dominerende med særlig fokus på den historiske Jesus. I den såkaldte Jesu-liv-forskning (den religionshistoriske skole) ville man med den den historisk-kritiske metode trænge bag om evangeliernes skildring af Kristus og finde ud af, hvem den historiske Jesus egentlig var.
Hvis man havde opfattet Jesus som en forbundsfælle i denne bestræbelse på at gøre verden og kulturen bedre, kunne Første Verdenskrigs rædsler godt give grund til eftertanke.

#### Den dialektiske teologi og ”den forkyndte Kristus”
Reaktionen kom omkring 1920 med den dialektiske teologi – i Danmark kaldt eksistensteologien – hvis repræsentanter anså afstanden mellem Gud og menneske for at være uoverstigelig. Interessen for den historiske Jesus blev opgivet til fordel for den forkyndte Kristus. Man hæftede sig ved evangeliets karakter af tiltale og stillede krav til mennesket om at afgøre sig som svar på denne tiltale.
Karl Barths kommentar til Romerbrevet (1. udgave 1919) anses for at være begyndelsen på den dialektiske teologis periode. En anden central teolog var Rudolf Bultmann, der er kendt for sit program for afmytologisering af Bibelen. Han skrev blandt andet Kerygma und Mythos (1948); se de:Leben-Jesu-Forschung#Rudolf_Bultmann_.281884-1976.29

### Danmark
I Danmark har mange fremtrædende teologer været påvirket af den dialektiske teologi, der oplevedes som et frisk pust efter den megen beskæftigelse med Jesu person som idealfigur. Blandt disse teologer kan nævnes P. G. Lindhardt, K.E. Løgstrup og Johannes Sløk. Bevægelsen Tidehverv var i sin begyndelse inspireret af retningen.
I den periode, hvor Århus-teologen P. G. Lindhardt endnu var stærkt påvirket af den dialektiske teologi, gav han en klar beskrivelse af, hvordan retningen så på religion - i modsætning til det kristne evangelium. Ved at definere, hvad religion er, fik han placeret religionen som en modsætning til evangeliet, som ifølge ham var noget ganske andet end religion.
Religionens opgave er ifølge Lindhardt:
1)	at give en brugelig forklaring på tilværelsen.
2)	at fylde livet med indhold og mening.
3)	at sikre og betrygge eksistensen.
4)	at garantere fremtiden
Lindhardt laver en skelnen mellem religionens indikativer og evangeliets imperativer:
"... Men her er påstanden altså den, at evangeliet er noget fra religionen forskelligt, ikke i grad, men i art, ikke blot på disse eller hine punkter, men i sine forudsætninger og sine mål. Det giver ingen forklaringer på tilværelsen, ytrer sig ikke i almindelige indikativiske sætninger om sagssammenhænge, giver ingen oplysninger, som derefter intellektuelt kan bearbejdes til anskuelser og opfattelser; dets sproglige form er imperativets, for det indeholder ikke upersonlige anskuelser, men personlige udfordringer, og på en udfordring bliver den udfordrede nødt til at svare." 
I 1981 reflekterede Lindhardt igen over disse ting og over den dialektiske teologis periode fra ca. 1920 til ca. 1970:
"Selvom kristendommen i sin historiske skikkelse nok så meget var en religion som enhver anden, og skønt der i kirkens forkyndelse forelå både et sandt og et falskt evangelium, så rummede kristendommen i sin kerne – Jesu forkyndelse, ikke hans personlighed – et budskab af principielt ikke-religiøs art. Denne tankegang … var fremherskende i den dialektiske teologi, efterhånden mindre hos Barth, men des mere hos Bultmann og den formhistoriske skole, om end man som historiker … med god grund kan antage, at meget af det, som fik sin udfoldelse "efter påske", havde sin selvfølgelige rod i det, der sket "før påske". Siden 1920'erne havde den dialektiske teologi skrevet debattens dagsorden, og der var i forhold til tiden før Første Verdenskrig sat en parentes, som i 1970'erne igen begyndte at lukke af. Den dialektiske periode, der naturligvis aldrig har været enerådende, er ved at være til ende." 

## Eksterne links
- Kort oversigt over Jesus-forskningen ved Svend Lindhardt. Jesus-forskning Arkiveret 11. marts 2007 hos  Wayback Machine
- Om de fire øverst omtalte teologer:

Karl Barth: de:Karl Barth – en:Karl Barth
Rudolf Bultmann: de:Rudolf Bultmann – en:Rudolf Bultmann
Emil Brunner: de:Emil Brunner
Friedrich Gogarten: de:Friedrich Gogarten
- Et dansk site med teologiske opslag: Katolsk minilexikon Arkiveret 17. januar 2008 hos  Wayback Machine